# Твин-Пикс: Последнее досье
«Твин-Пикс: Последнее досье» (англ. Twin Peaks: The Final Dossier) — художественное произведение в жанре эпистолярный роман (в стиле досье) американского писателя Марка Фроста. На английском языке впервые опубликован издательством Flatiron Books 31 октября 2017 года, является продолжением предыдущей книги писателя «Тайная история Твин-Пикс», выпущенной годом ранее.

## Содержание
В отличие от «Тайной истории», состоящей из множества разнообразных документов, составленных майором Гарландом Бриггсом, «Последнее досье» содержит серию из 18 отчётов Тамары Престон, агента ФБР по особым поручениям, написанных после событий сериала. Досье раскрывают истории нескольких персонажей, которые не были до конца раскрыты в телесериале или предыдущей книге, а также проясняют некоторые явные расхождения между ними. В книге содержится 18 досье: 
1. Шелли Джонсон
2. Хорны и Хэйворды
3. Донна Хэйворд
4. Бен и Одри Хорн
5. Джерри Хорн
6. «Дабл Р»
7. Энни Блэкберн
8. Уиндом Эрл
9. Возвращение в Твин-Пикс
10. «Мисс Твин-Пикс»
11. Доктор Лоуренс Джакоби
12. Маргарет Коулсон
13. Шериф Гарри Трумэн
14. Майор Бриггс
15. Филлип Джеффрис
16. Джуди
17. Рэй Монро
18. Сегодня

В заключении отчёта Тамара Престон пишет, что временные рамки вокруг них изменились: жители Твин Пикс считают, что Лора Палмер исчезла, так и не была найдена мёртвой. Престон поспешно покидает город, поскольку её память начинает затуманиваться и предыдущие знания о деле Палмер начинают исчезать.

## Отзывы
Стюарт Келли из The Scotsman прокомментировал произведение: «Как и в телеверсии, здесь есть тревожный баланс между готическим ужасом и комедией-буффонадой». Критик усматривает в книге аллюзию на современную Америку с её идиллией, которая никогда не существовала.
По словам Глена Уэлдона из NPR «Последнее досье это вся история, фактически читается как „библейская история“, созданная телевизионными шоураннерами для создания повествовательной вселенной сериала, наполненной хорошими обоснованными вещами, не беспокоившими „Возвращение“».

## Издания
- Mark Frost. Twin Peaks: the Final Dossier. — Pan Macmillan, 2017. — 137 p. — ISBN 978-1-509-80204-3.
- Марк Фрост. Твин-Пикс: Последнее досье. — СПб.: Азбука, Азбука-Аттикус, 2018. — 160 с. — 8000 экз. — ISBN 978-5-389-14122-3.